# Fédération tchèque de hockey sur glace
La fédération tchèque de hockey sur glace porte le nom de Český svaz ledního hokeje, également abrégé par le sigle ČSLH.

## Historique
La fédération existe depuis 1908 et représentait alors la Bohême, qui fait partie aujourd'hui de la Tchéquie. Elle est l'une des premières fédérations dans le monde à adhérer à la Fédération internationale de hockey sur glace, plus connue de nos jours par le sigle de son nom anglais International Ice Hockey Federation soit IIHF. Cette dernière se nommait à l'origine Ligue Internationale de Hockey sur Glace. 
La Bohême, qui fera place plus tard à la Tchécoslovaquie, fut ainsi le cinquième membre à rejoindre en 1908 les quatre fondateurs de la ligue Internationale de Hochey sur Glace, la Belgique, la France, la Grande-Bretagne et la Suisse.
En mars 2004, la ČSLH décide de créer un temple de la renommée, quelques jours avant le championnat du monde joué à Prague et à Ostrava. Le temple de la renommée est alors créé dans la Sazka Arena, patinoire de Prague dans laquelle évolue en temps normal le HC Slavia Prague.

### Anciens présidents
Le président actuel de la fédération est Tomáš Král.
| - Jaroslav Potůček (1909–1911) - Emil Procházka (1911–1913) - Adolf Dušek (1913–1920) - J. Říha (1920–1921) - Jan Fleischmann (1921–1923) - Karel Hartmann (1923) - Adolf Dušek (1923–1925) - Jan Fleischmann (1925–1927) - J. Both (1927–1928) - Adolf Dušek (1928–1931) - Jaromír Citta (1931–1936) - Rudolf Kraffer (1936–1945) - Josef Loos (1945–1948) | - František Cvetler (1948–1949) - K. Klíma (1949–1954) - F. Kocvera (1954–1956) - Vincenc Zeman (1956–1957) - Karel Velebil (1957–1961) - Zdeněk Andršt (1961–1980) - Vladimír Kostka (1980–1988) - Václav Říha (1988–?) - Miroslav Šubrt - Vladimír Šubrt (?–1993) - Stanislav Burdys (1993–1994) - Karel Gut (1994–2004) - Vratislav Kulhánek (2004–2008) - Tomáš Král |

## Rôles
La ČSLH organise le hockey sur glace en Tchéquie aussi bien dans les ligues professionnelles (Extraliga, 1.Liga et 2.Liga) que pour les joueurs amateurs et juniors. La ČSLH gère également les matchs des équipes nationales de l'équipe sénior aux équipes juniors.